# John Perceval, II conte di Egmont
John Perceval, II conte di Egmont (Londra, 25 febbraio 1711 – Londra, 4 dicembre 1770), è stato un politico inglese, che ricoprì per numerosi anni la carica di Primo Lord dell'Ammiragliato.
Figlio maggiore ed erede del primo conte di Egmont e di sua moglie Catherine Parker, il futuro secondo conte venne battezzato presso il Palazzo di Westminster, a Londra. Nel 1731 Perceval entrò nella Camera dei Comuni irlandese e vi rimase sino al 1749. Nell'aprile 1748 entrò a far parte dell'entourage del Principe di Galles Federico, divenendo il suo Lord of the Bedchamber. In seguito, fra il 1763 e il 1766 fu Primo Lord dell'Ammiragliato e fece parte diverse volte della Camera dei Comuni.
Perceval si sposò due volte: la prima volta con Lady Catherine Cecil, (m. 1752), la seconda con Catherine Compton. Ebbe in tutto otto figlie e otto figli. Uno dei figli, nato dal secondo matrimonio, Spencer Perceval, fu Primo Ministro del Regno Unito. Il secondo duca si spense a Londra all'età di cinquantanove anni.
Il monte Egmont, in Nuova Zelanda, fu chiamato così in onore del secondo conte di Egmont da James Cook, che aveva ricevuto da lui incoraggiamenti, anche finanziari, per intraprendere i suoi viaggi di esplorazione.